# Soma (Gambia)
Soma ist eine Ortschaft im westafrikanischen Staat Gambia.
Nach einer Berechnung für das Jahr 2013 leben dort etwa 10.707 Einwohner, das Ergebnis der letzten veröffentlichten Volkszählung von 2003 betrug 11.050.

## Geographie
Soma, die größte Stadt der Lower River Region (LRR) im Distrikt Jarra West, liegt an der South Bank Road etwa 180 Kilometer östlich von Banjul und ungefähr vierzehn Kilometer südlich von Farafenni, auf der anderen Flussseite, entfernt. Der Sitz der Verwaltungseinheit LRR in Mansa Konko liegt etwa drei Kilometer nördlich entfernt. Soma ein wichtiger Verkehrsknotenpunkt, da auf der Nord-Süd-Achse der Trans-Gambia Highway (N 4) verläuft. Diese Straße verbindet den Senegal mit der Region Casamance, dabei führt die Straße über Kaolack und Nioro du Rip durch Gambia über die Städte Farafenni und Soma nach Bignona und Ziguinchor wieder im Senegal. Am 21. Januar 2019 wurde die Senegambia Brücke über den Gambia eröffnet. Die noch existierende Fährverbindung wurde somit stark entlastet.

## Söhne und Töchter der Stadt
- Suwaibou Sanneh (* 1990), Leichtathlet